# Sclerophrys arabica
Espèce
Synonymes
- Bufo arabicus Heyden, 1827
- Duttaphrynus arabicus (Heyden, 1827)
- Amietophrynus arabicus (Heyden, 1827)
- Bufo pantherinus Tschudi, 1838
- Bufo viridis var. orientalis Werner, 1896 "1895"

Statut de conservation UICN

 LC  : Préoccupation mineure
Sclerophrys arabica est une espèce d'amphibiens de la famille des Bufonidae.

## Répartition
Cette espèce se rencontre dans la péninsule Arabique du niveau de la mer à 2 300 m d'altitude, :
- dans l'Est des Émirats arabes unis ;
- dans le Nord d'Oman ;
- dans le Sud-Ouest du Yémen ;
- dans  l'Ouest de l'Arabie saoudite y compris les îles Farasan, ainsi qu'une population isolée au centre.

## Étymologie
Son nom d'espèce lui a été donné en référence au lieu de sa découverte, l'Arabie.

## Publication originale
- Heyden, 1827 : Atlas zu der Reise im nördlichen Afrika. I. Zoologie. Reptilien. H. L. Brönner, p. 1-24 (texte intégral).